# 70-Zentimeter-Band
Als 70-Zentimeter-Band bezeichnet man den Frequenzbereich von 400 MHz bis 470 MHz. Der Name leitet sich von der ungefähren Wellenlänge dieses Frequenzbereiches ab.
Dieser Frequenzbereich wird von Betriebsfunk, BOS-Funk sowie dem Amateurfunkdienst (primäre Nutzung 430–440 MHz) verwendet. In diesem Frequenzbereich werden oft Handfunkgeräte eingesetzt. Um mit diesen Geräten eine große Reichweite mit geringer Leistung zu erreichen, werden Relaisstationen verwendet.

## Ausbreitungsbedingungen
Funkwellen dieser (und höherer) Frequenzen breiten sich quasioptisch aus. Das bedeutet, dass schon wenige Hindernisse zwischen Sender und Empfänger die Verbindung stark beeinträchtigen können. Deswegen sind die maximalen Reichweiten im Alltag selten erreichbar. Dennoch sind höhere Reichweiten bei speziellen troposphärischen Bedingungen, wie z. B. Inversionswetterlagen durchaus mit kleinen Leistungen und geringen Antennenaufwand möglich.

## 70-Zentimeter-Amateurband
Das europäische 70-cm-Amateurband nutzt den Frequenzbereich von 430 bis 440 MHz. In anderen Ländern ist der Frequenzbereich von 420 bis 450 MHz dem Amateurfunk zugewiesen. Es ist das niedrigste Frequenzband, in dem Amateurfunkfernsehen erlaubt ist.
Ein großer Bereich des 70-cm-Bandes ist für den Betrieb über Amateurfunksatelliten zugelassen, dieser Bereich ist dem Bandplan, welcher als Empfehlung zu verstehen ist, für 70 cm freigehalten.

### Bandplan
| Frequenzbereich     | Nutzung |
| ------------------- | --- |
| 430,000–432,000 MHz | subregionale Bandplanung - Relaisstationen - Packet Radio                                                                                       |
| 432,000–432,100 MHz | CW |
| 432,100–432,400 MHz | CW und SSB |
| 432,400–432,490 MHz | CW Baken (bitte kein Sendebetrieb) |
| 432,500–432,600 MHz | Eingabe Lineartransponder |
| 432,600–432,800 MHz | Ausgabe Lineartransponder |
| 432,800–435,000 MHz | alle Betriebsarten - z. B. auch Amateurfunkfernsehen - Relaisstationen - SSTV 433,400 MHz - RTTY 433,300 MHz - Digital Mobile Radio 433,450 MHz |
| 435,000–438,000 MHz | Amateurfunksatelliten |
| 438,000–440,000 MHz | subregionale Bandplanung - Relaisstationen - Packet Radio - 439,9875 MHz DAPNET (Funkruf, POCSAG)                                               |

## 70-Zentimeter-BOS-Band
Dieses Band wird oft als Richtfunkverbindung von Gleichwellenfunkanlagen oder Digitaler Alarmumsetzer (DAU) verwendet.

## 450-MHz-Band
Von 1985 bis 2000 wurde in Deutschland zwischen 451 und 466 MHz das analoge Mobiltelefonnetz C-Netz betrieben. Danach wurden diesem Band zwei Frequenzblöcke an die 450Connect GmbH und ein Frequenzblock an die Telekom Deutschland GmbH mit jeweils einer Kanalbandbreite von 1,25 MHz zugeteilt. Die Zuteilungen sind bis zum 31. Dezember 2020 befristet. Die Bundesnetzagentur hat am 12. Juli 2017 für diesen Frequenzbereich eine Frequenzplanänderung eingeleitet. Für die Neuzuteilung ist eine Laufzeit von 20 Jahren vorgesehen.
Mit Blick auf die Bedarfe der Betreiber kritischer Infrastrukturen an sicherer Kommunikation und die Tatsache, dass für die Betreiber kritischer Infrastrukturen bislang keine exklusive Widmung im Frequenzplan ausgewiesen ist, beabsichtigte die Bundesnetzagentur, die Frequenzen bundesweit für diese Nutzer bereitzustellen. Im Rahmen der Technologieneutralität sollte ein LTE-Betrieb vorgesehen werden. Inzwischen fordern auch BOS und Bundeswehr die Nutzung dieses Frequenzbandes für ihre Zwecke.
Obwohl es sich nur um ein verhältnismäßig schmalbandiges Spektrum von 2 mal 4,74 MHz handelt (451,00 – 455,74 MHz und 461,00 – 465,74 MHz) waren die frei werdenden Frequenzen auf Grund ihrer guten Ausbreitungseigenschaften (große Reichweite, gute Durchdringung bis in Kellerräume hinein) von Anfang an sehr begehrt. Bereits in einer ersten Bedarfsabfrage der Bundesnetzagentur 2017/2018 wurden rund 50 Mitteilungen und Stellungnahmen abgegeben. Insbesondere Energie- und Wasserversorger sowie Telekommunikationsunternehmen, aber auch Verbände und Hersteller meldeten Bedarfe an. Zudem forderten die Behörden und Organisationen mit Sicherheitsaufgaben (BOS) sowie die Bundeswehr eine exklusive Nutzung der Frequenzen.
Die Betreiber kritischer Infrastruktur im Energiebereich begründen die Notwendigkeit eines Funknetzes im 450-MHz-Band unter anderem mit der Steuer- und Beobachtbarkeit durch Netzbetreiber im Schwarzfall, der sicheren mobilen Sprachkommunikation bei Störungen und im Krisenfall, der Anbindung und Netzintegration von dezentralen Erzeugungsanlagen, Speichern und Lasten und der Verbesserung der Verfügbarkeit von netzdienlichen TK-Diensten.
Die Bundesanstalt für den Digitalfunk der Behörden und Organisationen mit Sicherheitsaufgaben (BDBOS) argumentiert für eine Zuweisung der Frequenzen an die BOS damit, dass Einsatz- und Rettungskräfte zur Bewältigung ihrer täglichen Einsätze moderne, mobile Kommunikationsmittel benötigen, wobei auch Breitbandanwendungen immer wichtiger werden. Daher sei ein eigenes sicheres und hochverfügbares Breitbandnetz für Polizei, Feuerwehr, Rettungskräfte und die Bundeswehr unabdingbar, wofür eine Zuweisung der 450-MHz-Frequenzen eine unverzichtbare Voraussetzung sei.
Die Bundesnetzagentur hat das Bundesministerium für Verkehr und digitale Infrastruktur (BMVI) gebeten, die Entscheidung über die Widmung der Frequenz auf Ebene des Frequenzplans zu treffen. Das BMVI wollte daraufhin im Einvernehmen mit dem Bundesministerium für Wirtschaft und Energie (BMWi) und dem Bundesministerium des Innern, für Bau und Heimat (BMI) ein Gutachten beauftragen, das als Grundlage für die Vergabeentscheidung dienen sollte.
Das BMWi legte schließlich im August 2019 ein unter Federführung des Wissenschaftlichen Instituts für Infrastruktur und Kommunikationsdienste (WIK) erstelltes Gutachten vor. Die Gutachter kommen dabei zu dem Ergebnis, dass ein eigenes Mobilfunknetz für kritische Infrastrukturen im Frequenzbereich 450 MHz die besonderen Anforderungen mit den niedrigsten Kosten erfüllen könnte und dass die anstehende Neuvergabe der Nutzungsrechte eine große Chance für die Energiewende darstellt.
Im September 2019 schloss sich der Beirat der Bundesnetzagentur dem Urteil des vom BMWi beauftragten Gutachtens an und sprach sich für eine Zuteilung der Frequenzen an die kritischen Infrastrukturen der Energiewirtschaft aus.
BDBOS-Präsident Gegenfurtner wandte sich Mitte September 2019 in einem offenen Brief an die Energiewirtschaft und plädierte noch einmal für eine Zuteilung an die BOS.
Im Oktober 2019 reagierte die Energie- und Wasserwirtschaft mit einem eigenen offenen Brief, in dem sie sich für eine Zuteilung der 450-MHz-Frequenzen an die kritischen Infrastrukturen der Energie- und Wasserwirtschaft ausspricht.
Im Januar 2020 sprach sich der Bundesinnenminister noch einmal klar für eine Vergabe an die BOS aus. Die zuständige Bundesnetzagentur hat angesichts der fortbestehenden Differenzen zwischen den Interessen des BMWi auf der einen und BMI auf der anderen Seite die Vergabeentscheidung an die Politik abgegeben.
Angesichts des bevorstehenden Auslaufens der Frequenzzuteilungen Ende 2020 veröffentlichte die Bundesnetzagentur im Februar 2020 schließlich Eckpunkte und eine erneute Bedarfsermittlung zur zukünftigen Nutzung der Frequenzen unter dem Vorbehalt einer Entscheidung der Bundesregierung, worauf insgesamt 132 Stellungnahmen von Verbänden, Unternehmen und weiteren Interessenträgern eingingen. Nach einer Einigung der beteiligten Bundesministerien wurde am 16. November 2020 die Entscheidung der Präsidentenkammer der Bundesnetzagentur veröffentlicht. Der erzielte Kompromiss besteht darin, dass die sicherheitsrelevanten Bedarfe von BOS und Bundeswehr im Rahmen einer vorrangigen Nutzung für Anwendungen kritischer Infrastrukturen „größtmögliche Berücksichtigung“ finden. Gleichzeitig wurde damit auch das Ausschreibungsverfahren für die entsprechenden Frequenzen eröffnet.

## Sonstige Nutzer
Der Bereich von 433,05 bis 434,79 MHz wird als ISM-Band (sekundäre Nutzung), z. B. für Funkthermometer, Funkschalter (Autoschlüssel mit Keyless Go, Funksteckdosen, LPD u. Ä.), verwendet. Diese SRD haben eine maximale Leistung von 10 mW und 69 Kanälen und sind gebührenfrei. Die Reichweite beträgt 0,3 km (in der Stadt) bis max. 2,5 km (auf freier Fläche). Dieser Frequenzbereich wird auch vom Amateurfunkdienst genutzt. Störungen durch den Amateurfunkdienst müssen hingenommen werden.
Der Bereich von 446,0 bis 446,2 MHz (Kanalmittenfrequenzen 446,00625 bis 446,19375 MHz) ist mit 16 Kanälen und einer maximalen Leistung von 500 mW (ERP) für PMR-Funk vorgesehen. Die Reichweiten sind aufgrund der höheren Leistung mit 0,5 bis 5 km auf freier Fläche etwas besser als LPD-Geräte. In diesem Bereich arbeiten auch neuere Babyfone.